# 埃爾克頓 (密歇根州)
埃爾克頓（英語：Elkton）是位於美國密歇根州休倫縣奧利弗鎮區的一個村。

## 人口
根據2020年美國人口普查的數據，埃爾克頓的面積為2.59平方千米，當中陸地面積為2.59平方千米，而水域面積為0.00平方千米。當地共有人口796人，而人口密度為每平方千米307人。